# 水星資產管理
水星資產管理股份有限公司，簡稱水星資產管理股份，以及水星資產管理（英語：Mercury Asset Management plc），曾為全英最大投資管理業務。曾在倫敦證券交易所上市和富時100指數成份股。

## 歷史
於1969年，當時華寶證券股份有限公司，為主要設立前身為「華寶投資管理股份有限公司」。1987年，更名為「水星資產管理股份有限公司」，並在倫敦證券交易所上市，首天上市漲幅為25%。
卡羅爾·蓋雷莉，為主要管理角色，她主要處理更大椿收購案例，包括在1994年，由格拉納達股份收購倫敦週末電視，以及在1996年，收購福地集團。這家投資管理首次加入富時100指數成份股。
1995年，華寶證券股份把旗下投資銀行業務，出售給瑞士聯合銀行，同時把投資管理業務，重歸華寶證券股份。1997年，美林集團以31億英鎊收該公司股份。

## 閱讀資料
2000年，《金融城的灰姑娘——水星资产管理公司的那些岁月》ISBN 978-1-58799-035-9